# 哈罗德·托尔
哈罗德·托尔（英語：Harold Tower，1911年7月17日—1994年8月12日），美国男子赛艇运动员。他曾代表美国参加1932年夏季奥林匹克运动会赛艇比赛，获得男子八人单桨有舵手金牌。